# SRPM
Um SRPM é um pacote RPM contendo o código fonte. Ao contrário de uma tarball, ou um RPM, uma pacote SRPM pode ser automaticamente compilado e instalado, seguindo instruções no arquivo .spec, incluído nos SRPM.